# Elecciones a la Asamblea Constitucional de Cuba de 1900
Elecciones a la Asamblea Constitucional tuvieron lugar en Cuba el 15 de septiembre de 1900. El resultado fue una victoria para la Coalición Republicana-Democrática, una alianza del Partido Republicano y el Partido de Unión Democrática, la cual ganó 18 de los 31 escaños.

## Resultados
| Partido                           | Votos | % | Escaños |
| --------------------------------- | ----- | - | ------- |
| Coalición Republicana-Democrática |       |   | 18      |
| Partido Nacional Cubano           |       |   | 9       |
| Concentración Patriótica¹         |       |   | 4       |
| Votos en blanco/nulos             |       | - | -       |
| Total                             |       |   | 31      |
| Fuente: Nohlen                    |       |   |         |

¹ Concentración Patriótica fue una alianza del Partido Nacional Cubano y Oriente